# Kelz

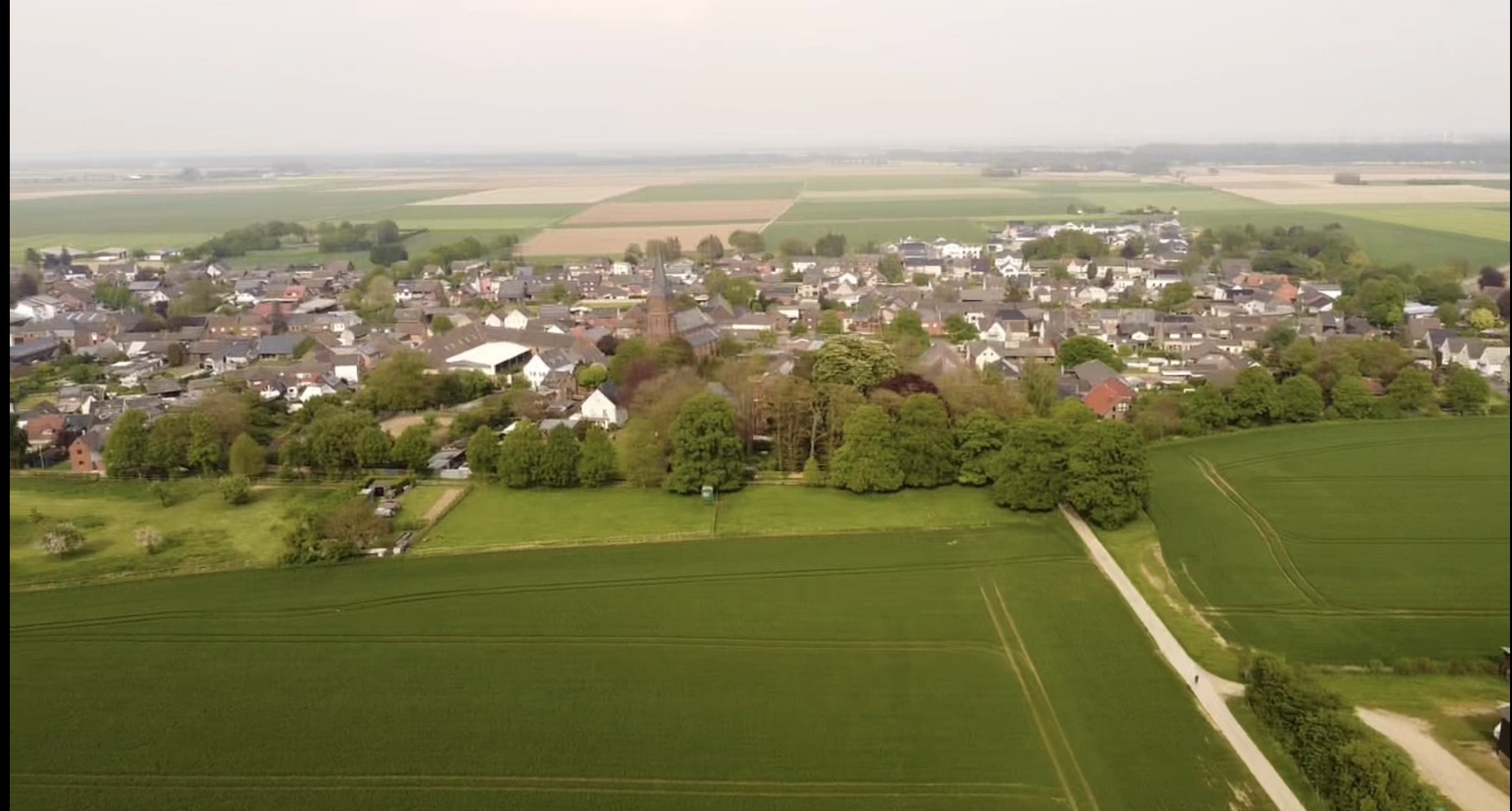
Luftaufnahme von Kelz im Jahr 2024

Kelz ist die zweitgrößte Ortschaft in der Gemeinde Vettweiß im Kreis Düren in Nordrhein-Westfalen.

## Geographie
Kelz liegt auf einer leichten Anhöhe in der Voreifel, landschaftlich gehört es zur Zülpicher Börde. Kelz ist circa zehn Kilometer von Düren entfernt und liegt im Dreieck der Dörfer Vettweiß, Frauwüllesheim und Lüxheim Siehe auch Simonshardt.

## Geschichte
1945 wurde durch die United States Army Air Forces (USAAF) ein Behelfsflugplatz unter der Bezeichnung Advanced Landing Ground ALG Y-54 Kelz in Betrieb genommen.
Am 1. Juli 1969 wurde Kelz nach Vettweiß eingemeindet.

## Kirche

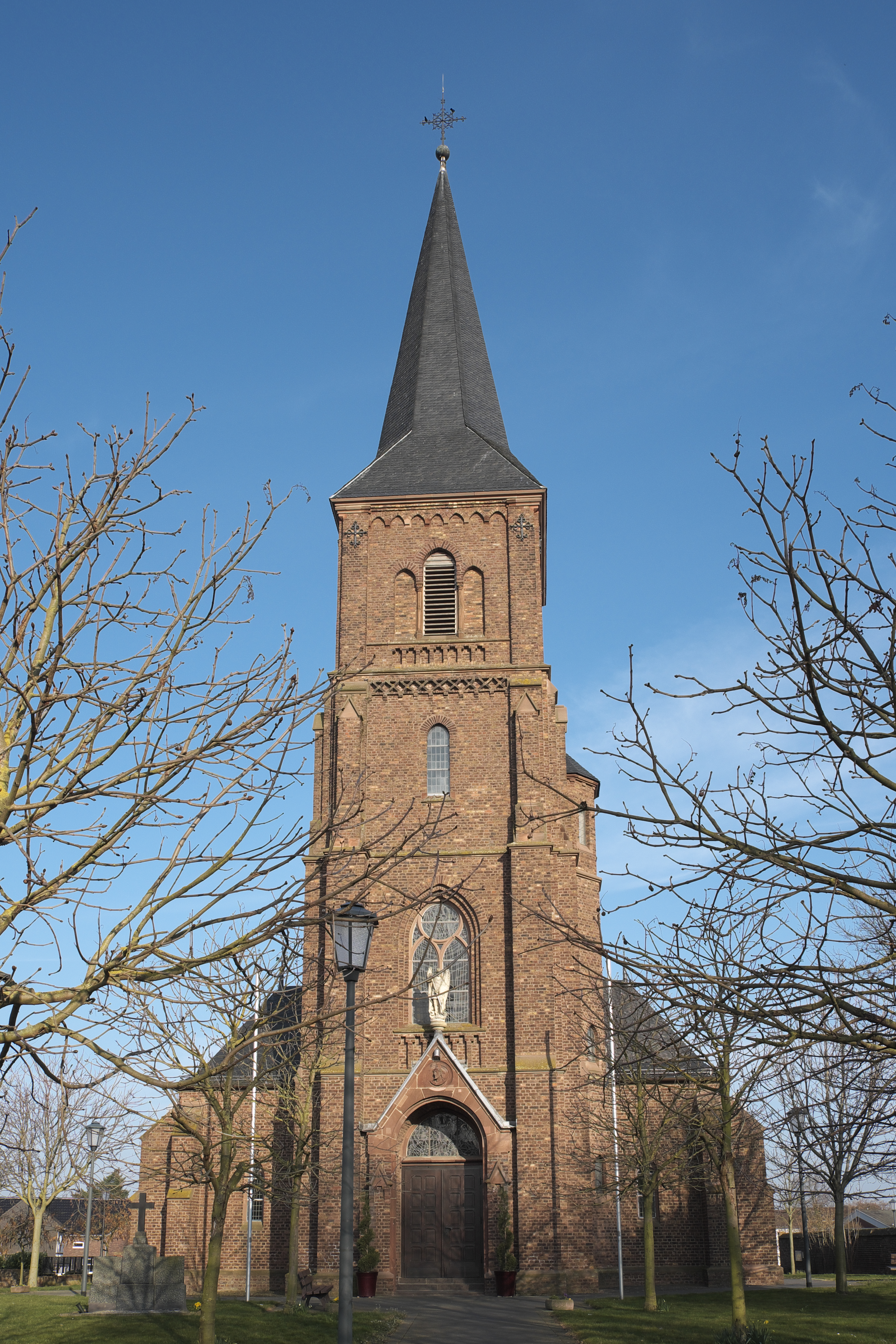
Pfarrkirche St. Michael

In der Dorfmitte steht die katholische Kirche St. Michael mit ihrem etwa 50 Meter hohen Turm. Die Kelzer Pfarrei St. Michael war bis Ende 2009 eigenständig. Mit Beginn des Jahres 2010 wurde die Pfarrei mit den übrigen Pfarreien der Gemeinde Vettweiß zu der neuen Pfarrei St. Marien zusammengefasst. Pfarrkirche der neuen Pfarrei ist die Kirche St. Gereon in Vettweiß, die St.-Michael-Kirche in Kelz hat seitdem den Status einer Filialkirche.

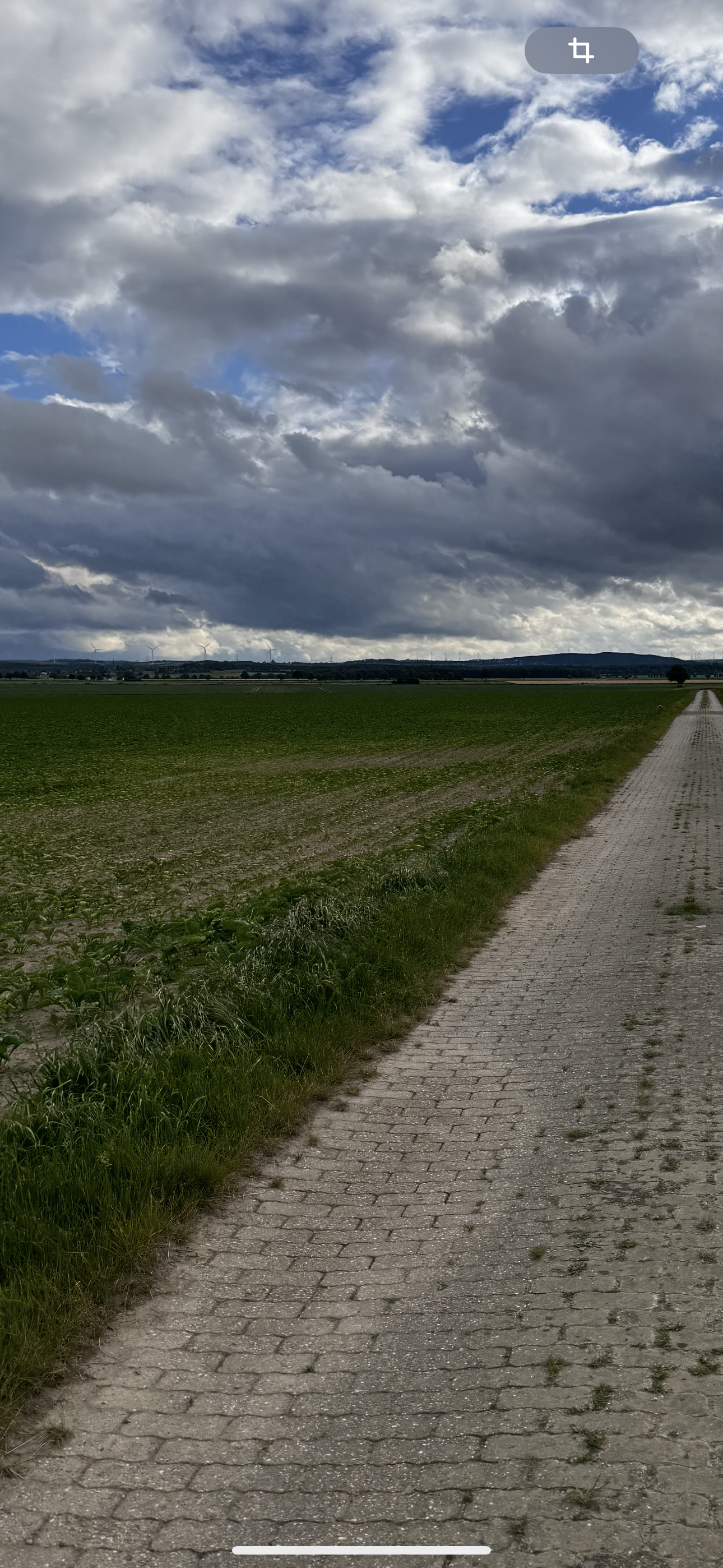
Voreifel-Landschaft auf den Feldern in Kelz
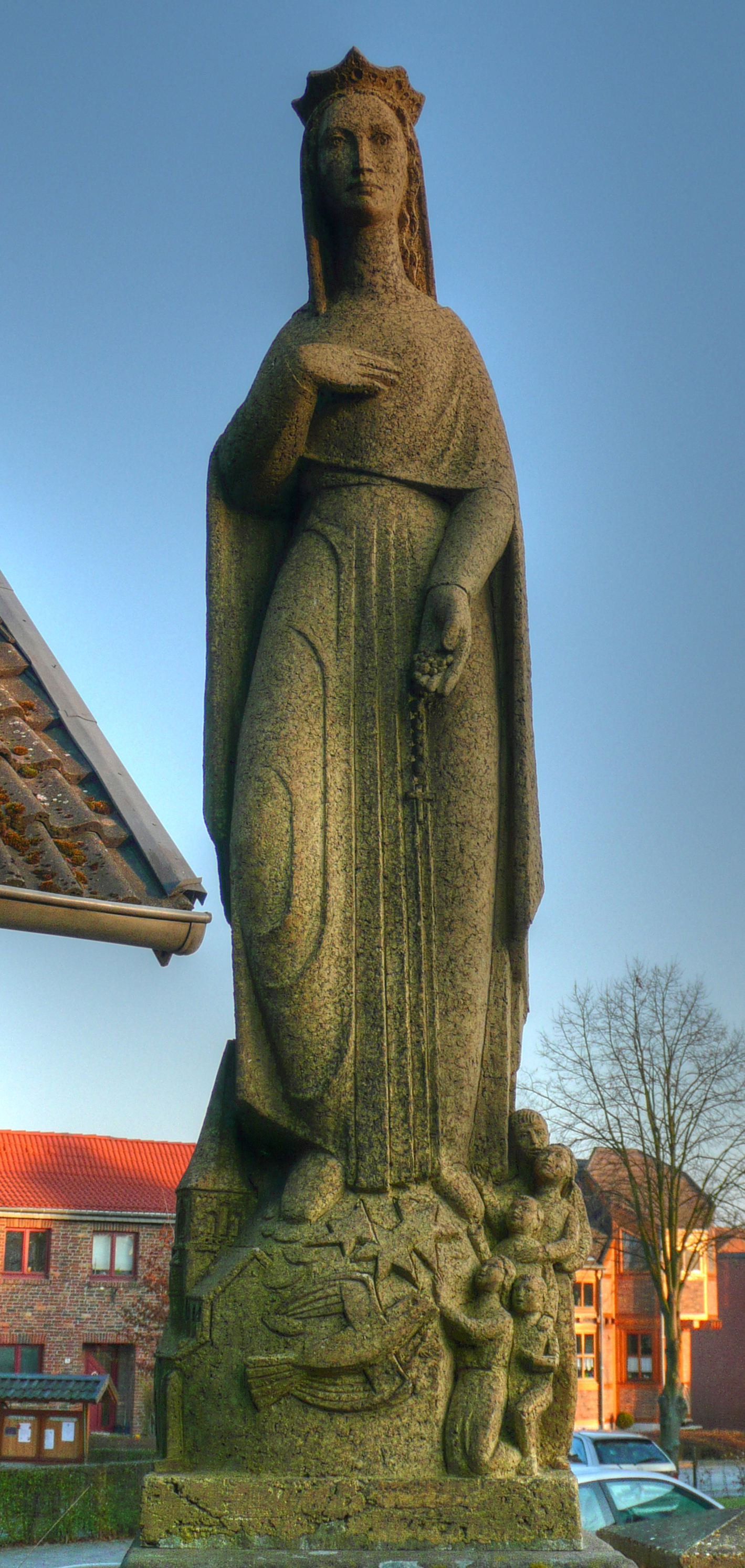
Marienstatue auf dem Kelzer Kirchhof
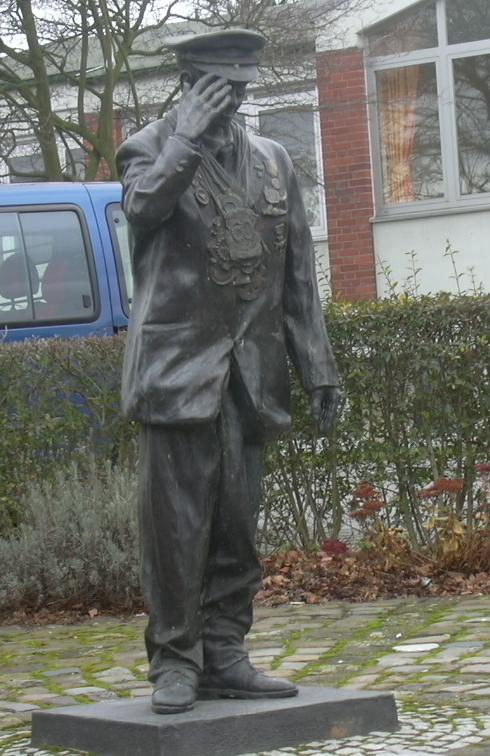
Josef Gilles in Bronze
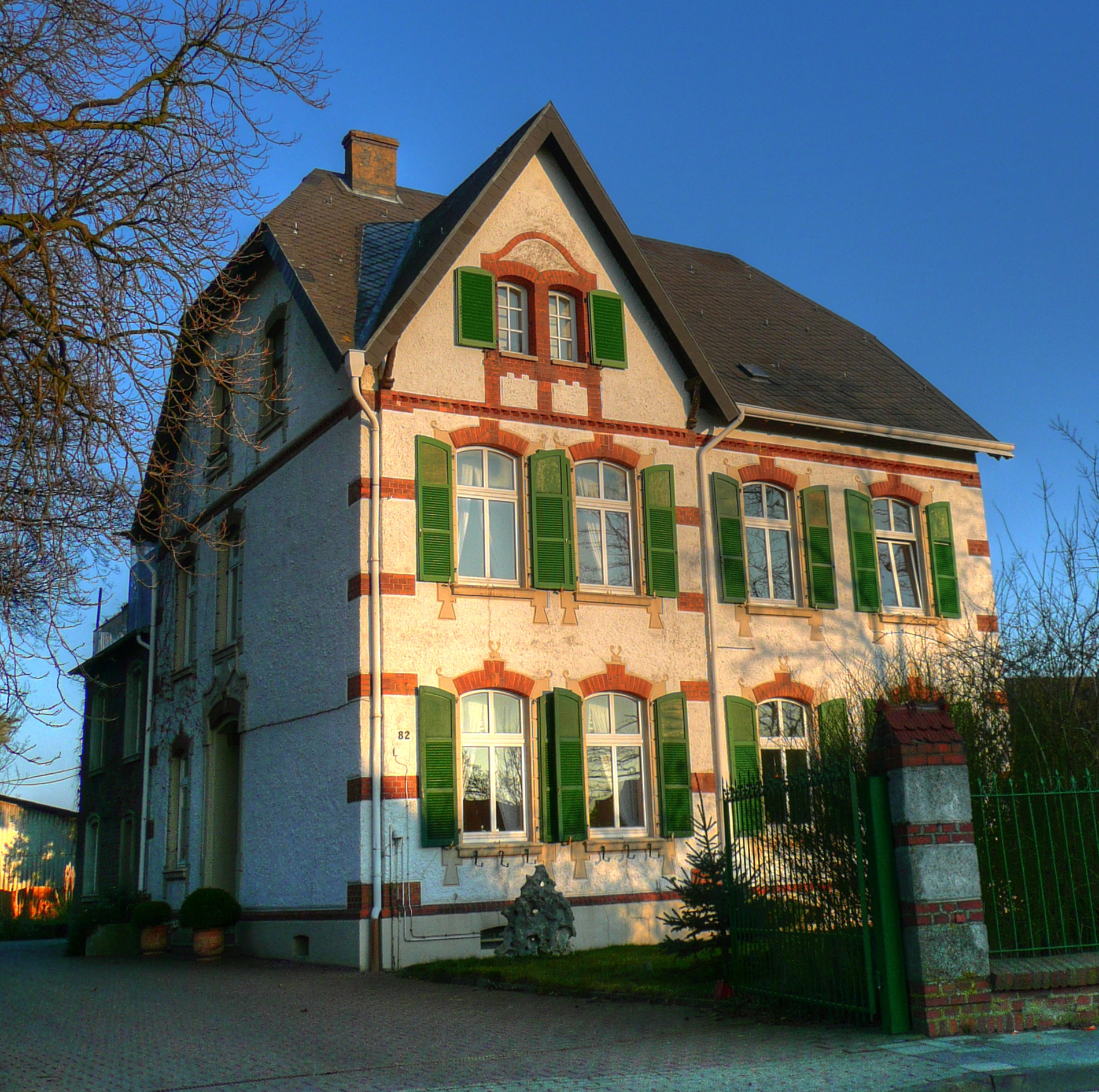
Anwesen in Kelz

## Verkehr
Rurtalbus durchfährt den Ort auf der AVV-Linie 230 und bringt Verbindungen nach Vettweiß, Pingsheim und in die Kreisstadt Düren. Bis zum 31. Dezember wurde diese Linie vom BVR Busverkehr Rheinland bedient.
| Linie | Verlauf |
| ----- | --- |
| 230   | Düren Bf/ZOB – StadtCenter – Gneisenaustraße – Binsfeld (→ Rommelsheim) – Frauwüllesheim – Isweiler – Kelz – (Vettweiß –) Gladbach – Poll – Dorweiler – Pingsheim |

## Sonstiges
- In der Adventszeit wird in Kelz von der katholischen Pfarrgemeinde die Tradition der „Herbergssuche“ gepflegt. Zur Erinnerung an die Herbergssuche von Maria und Josef (der Eltern Jesu) vor rund 2000 Jahren werden große Bilder (Gemälde, Zeichnungen) der Maria von Familie zu Familie des Dorfs getragen. Dabei beherbergt jede Familie das Bild für einen Tag. Die Messdiener der Pfarrkirche und die Erstkommunionkinder haben die Aufgabe übernommen, das Bild abends bei der Gastfamilie abzuholen und es in das nächste Haus zu bringen.
- Im Kulturhaus und in der Alten Schmiede finden Veranstaltungen und wechselnde Ausstellungen statt.
- Im Wettbewerb Unser Dorf hat Zukunft konnte der Ort einige Erfolge erzielen. Kelz wurde siebenmal Sieger auf der Ebene des Kreises Düren und im Landeswettbewerb Nordrhein-Westfalens gab es viermal eine silberne und zweimal eine bronzene Auszeichnung (Stand Juli 2008).
- Kelz liegt an der ehemaligen als Königsstraße bekannten Aachen-Frankfurter Heerstraße.
- Inoffizieller Ehrenbürger ist Josef Gilles (1931–2009), dem ein Bronzedenkmal in der Ortsmitte errichtet wurde.
- Am 13. Mai 2021 sendete WDR5 ein Feature mit dem Titel „Das Dorf und der Nazi. Vom Umgang mit Rechtsextremismus auf dem Land“, in dem der Umgang der Kelzer mit rechten Bewohnern thematisiert wird.[3]

## Persönlichkeiten
- Johann Bollig (1821–1895), in Kelz geborener Jesuit und Orientalist
- August Bender (1909–2005), ein ehemaliger Lagerarzt und SS-Sturmbannführer aus dem KZ Buchenwald, war in den Jahren 1949 bis 1988 als praktischer Arzt in Kelz tätig.